# Pietro Giacomo Nonis
Pietro Giacomo Nonis (Fossalta di Portogruaro, 24 aprile 1927 – Vicenza, 15 luglio 2014) è stato un vescovo cattolico, teologo e storico della filosofia italiano.

## Biografia
Nasce a Fossalta di Portogruaro, in provincia di Venezia e diocesi di Concordia, il 24 aprile 1927.

### Formazione e ministero sacerdotale
Si laurea in Filosofia all'Università Cattolica del Sacro Cuore, trascorrendovi gli anni nel Collegio Augustinianum. Nel percorso accademico ebbe come docente la filosofa Sofia Vanni Rovighi.
Il 2 luglio 1950 è ordinato presbitero dal vescovo Vittorio De Zanche.
È prorettore dell'Università degli Studi di Padova, dove insegna filosofia presso la facoltà di magistero (ora scienze della formazione), di cui è anche preside negli anni 1979-1980.

### Ministero episcopale
Il 20 febbraio 1988 è eletto vescovo di Vicenza; succede ad Arnoldo Onisto, dimessosi per raggiunti limiti di età. Riceve la consacrazione episcopale nella cattedrale di Concordia Sagittaria il 9 aprile per l'imposizione delle mani del cardinale patriarca di Venezia Marco Cé, co-consacranti i vescovi Abramo Freschi e Arnoldo Onisto.
Prende possesso della diocesi berica l'8 maggio.
Il suo episcopato viene ricordato per la visita di papa Giovanni Paolo II del 1991, per la completa ristrutturazione della cattedrale di Vicenza, per l'apertura del processo diocesano per la beatificazione di Giovanna Meneghini delle suore Orsoline nel 1997, per aver seguito l'intera fase diocesana della causa di beatificazione del vescovo Giovanni Antonio Farina (fondatore delle Suore Dorotee), oltre che quella di Gaetana Sterni, fondatrice delle Suore della Divina Volontà; entrambi sono stati proclamati beati da papa Giovanni Paolo II il 4 novembre 2001.
È riuscito ad effettuare la visita pastorale a tutte le 354 parrocchie della diocesi.
Nei primi anni di episcopato è accusato di essere un massone. Sarà lo stesso Giovanni Paolo II, durante la sua visita in città, a difenderlo pubblicamente, smentendo ogni infondata accusa.
Nel 1988, appena arrivato nella diocesi, interviene sulla vicenda del rapimento di Carlo Celadon, diciottenne figlio di un imprenditore di Arzignano, rapito nel gennaio del 1988 e tenuto sotto sequestro in Calabria per 831 giorni (ad oggi uno tra i sequestri più lunghi nella storia d'Italia); dà la sua disponibilità a trattare con i sequestratori anche offrendosi come ostaggio e, una volta liberato userà parole dure contro i responsabili di tale atto:
Nel 1991 si trova ad affrontare anche la vicenda di Pietro Maso, il giovane di Montecchia di Crosara (provincia di Verona ma diocesi di Vicenza) che aveva ucciso entrambi i genitori per intascare l'eredità. Officerà i funerali dei coniugi e intratterrà personalmente uno scambio epistolare con il giovane omicida al fine di farlo pentire.
Tra il 1991 e il 1998 effettua diverse donazioni alla Biblioteca Civica Bertoliana di Vicenza, 477 opere e 14 carte geografiche, un manoscritto di A. Cardillo: Memorie 1758-1806. È stato il primo vescovo di Vicenza ad effettuare una visita alla Bertoliana nel 1992.
Al seminario vescovile ha donato una collezione di fossili, ospitati nella quinta sala a lui dedicata.
È stato presidente della commissione per la giustizia e la pace della Conferenza Episcopale Italiana e delegato nazionale CEI per la scuola.
In riferimento alla guerra in Iraq del 2003, assieme a 147 presbiteri della diocesi, lancia l'iniziativa "Campane contro la guerra" e indirizza all'organo di stampa della diocesi La Voce dei Berici una lettera, in riferimento alla figura di Saddam Hussein i cui atti, secondo il governo degli Stati Uniti avrebbero giustificato la guerra, la lettera concludeva:
Si dimette, per raggiunti limiti di età, il 6 ottobre 2003, e diviene vescovo emerito della diocesi. Si trasferisce a Brendola, a Villa Giuriolo-Veronese, di proprietà della diocesi.
Da vescovo emerito inaugura, nel 2005, insieme al suo successore Cesare Nosiglia, il Museo Diocesano da lui fortemente voluto, museo che, nel 2013, è stato a lui intitolato dal vescovo Beniamino Pizziol. Inoltre continua a prestare il suo servizio per la diocesi amministrando le cresime e officiando alcune celebrazioni di rilievo.
Per lungo tempo, inoltre, scrive articoli di commento all'attualità per Il Giornale di Vicenza e L'Arena, quotidiano di Verona.
Muore il 15 luglio 2014 all'età di 87 anni all'Ospedale San Bortolo a seguito di un aggravamento delle sue condizioni di salute. Dopo l'esposizione del feretro prima all'interno della chiesa di San Bartolomeo (nel chiostro antico dell'ospedale di Vicenza) e poi all'oratorio del Gonfalone (in piazza Duomo), i funerali solenni si tengono il 19 luglio nella cattedrale di Vicenza. Per volere dell'estinto sono presieduti dal vescovo di Vicenza Beniamino Pizziol (e non dal patriarca di Venezia, come solitamente avviene) e concelebrati da altri 16 vescovi (tra cui l'arcivescovo Cesare Nosiglia, che era stato il suo primo successore a Vicenza nel 2003). Al termine delle esequie il feretro è stato tumulato nella cripta della cattedrale, in un sarcofago precedentemente fatto preparare in vita dallo stesso Nonis in pietra bianca di Vicenza, collocato accanto al sarcofago del vescovo Civran, il presule che fece realizzare il paramento del presbiterio della Cattedrale sul tema della Passione di Cristo, fatto restaurare proprio da monsignor Nonis.

## Genealogia episcopale
La genealogia episcopale è:
- Cardinale Scipione Rebiba
- Cardinale Giulio Antonio Santori
- Cardinale Girolamo Bernerio, O.P.
- Arcivescovo Galeazzo Sanvitale
- Cardinale Ludovico Ludovisi
- Cardinale Luigi Caetani
- Cardinale Ulderico Carpegna
- Cardinale Paluzzo Paluzzi Altieri degli Albertoni
- Papa Benedetto XIII
- Papa Benedetto XIV
- Papa Clemente XIII
- Cardinale Marcantonio Colonna
- Cardinale Giacinto Sigismondo Gerdil, B.
- Cardinale Giulio Maria della Somaglia
- Cardinale Carlo Odescalchi, S.I.
- Cardinale Costantino Patrizi Naro
- Cardinale Lucido Maria Parocchi
- Papa Pio X
- Papa Benedetto XV
- Papa Pio XII
- Cardinale Eugène Tisserant
- Papa Paolo VI
- Cardinale Giovanni Colombo
- Vescovo Carlo Manziana, C.O.
- Cardinale Marco Cé
- Vescovo Pietro Giacomo Nonis